# Карахобда
Карахобда (на руски: Карахобда, на казахски: Қарақобда) е село, разположено в Алгински район, Актобенска област, Казахстан. Населението му през 2009 година е 540 души.

## Население
През 1999 година населението на селото е 899 души (451 мъже и 448 жени). През 2009 година населението му е 540 души (283 мъже и 257 жени).